# Неформальна зайнятість
Неформальна зайнятість — зайнятість, що визначається кількістю неформальних робочих місць на підприємствах формального чи неформального секторів або в домогосподарствах впродовж звітного періоду.[1]
Іншими словами, це діяльність населення у неформальному секторі економіки. Такий процес виникає лише тоді, коли нормальна, діюча економіка не може задовольнити потреби людей. Так, наприклад, неформальна зайнятість виникає внаслідок безробіття та інших негативних соціальних та економічних явищ, коли заробітна плата не може покривати усі витрати на проживання.
Причини виникнення неформальної зайнятості[2]:
1. Податковий тиск на роботодавця;
2. Дисбаланс на ринку праці — невідповідність між попитом та пропозицією;
3. Прагнення суб'єктів до самостійності в господарюванні, робота на самих себе;
4. Нестабільність економіки.

За рекомендаціями МОП виділяють такі види неформальної зайнятості:
1. Зайнятість на підприємствах неформального сектору:

- на підприємствах самозайнятих без реєстрації;
- на незареєстрованих підприємствах з найманими працівниками;

2 Зайняті поза підпримствами формального сектору:
- зайняті на піприємствах формального сектору;
- випадково зайняті (підробітки);
- зайняті в домашньому господарстві (за винятком тих видів діяльності, які виходять за межі виробництва).

Звичайно, такий вид зайнятості лише сприяє тінізації економіки. Тому держава повинна всіма способами сприяти тому, щоб у суб'єктів господарювання не було бажання залишатися в тіні, а навпаки — оприлюднювати свою діяльність та подавати правдиві дані до органів контролю.[3]
1. Вгору↑ Методологічні положення щодо визначення неформальної зайнятості населення. Режим доступу: http://www.lv.ukrstat.gov.ua/ukr/themes/18/metod_16.pdf
2. Вгору↑ НЕФОРМАЛЬНА ЗАЙНЯТІСТЬ НАСЕЛЕННЯ УКРАЇНИ В СУЧАСНИХ УМОВАХ ГОСПОДАРЮВАННЯ https://web.archive.org/web/20161020124740/http://www.ukr-socium.org.ua/Arhiv/Stati/3_2010/124-132_3'10.pdf
3. Вгору↑ Брошура МОП: «Професійні навички та підприємництво: подолання технологічного та ґендерного розриву» http://www.ilo.org/wcmsp5/groups/public/---dgreports/---gender/documents/publication/wcms_120506.pd